# Histoire militaire de l'Empire russe

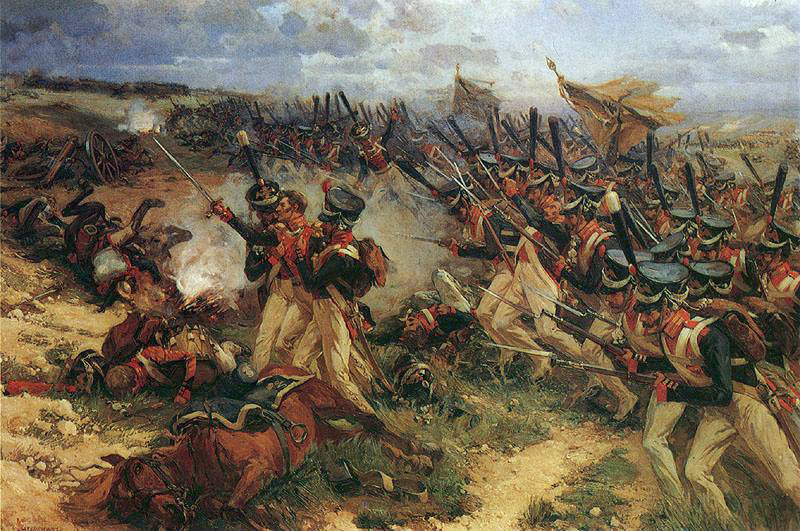
La bataille de la Moskova en 1812, défaite contre Napoléon. Les Russes perdent 45 000 hommes sur les 125 000. Le tableau représente l'attaque du régiment russe Litovski Lejb du 5ème corps. Il a perdu ce jour-là 973 hommes sur 1740.

L’histoire militaire de la Russie traite de l'Empire russe depuis sa création sous le règne de Pierre le Grand jusqu'à son effondrement lors de la révolution de 1917.

## Pierre le Grandet l’Empire russe
Pierre Ier, fils d'un second mariage du tsar Alexis, fut, dans un premier temps, écarté des cercles du pouvoir, alors sujet à une lutte de différentes factions familiales. Lorsque son père vint à décéder, c'est à son fils aîné issu d'un premier mariage, Fédor III, que la couronne échut. Mais le nouvel élu, enfant chétif et maladif, mourut dès 1682. C'est alors que la demi-sœur de Pierre, Sophie, eut l'idée de garder le pouvoir, en le faisant couronner, en même temps que son autre demi-frère, adolescent débile et quasi demeuré, Ivan V ; en partageant la couronne en deux, elle demeurait la seule autorité réelle, en conservant le titre et les fonctions de régente. Tout en assurant le rôle principal, elle envoya le jeune Pierre et sa mère au village de Preobrajenski, où elle le laissa s'entourer d'une bande d'enfants qui devinrent ses compagnons de jeu, dans un premier temps, et de fidèles, dans un second. Très tôt, influencé par les officiers mercenaires et autres soldats de fortune européens, généralement anglo-saxons ou allemands, qui peuplaient le quartier des étrangers, à Moscou, (quartier dit « des Hollandais »), et que se plaisait à fréquenter le futur tsar, celui-ci se mit en tête d'organiser ses compagnons de jeu en une efficace troupe équipée et entraînée à l'occidentale ; cette joyeuse bande des amuseurs, ainsi que les avaient surnommés, pour se gausser, les membres de la cour, devait donner naissance aux deux premiers régiments d'infanterie d'élite de la future armée impériale russe : les régiments de Préobrajenski et de Sémiénovski.
Dès son enfance, Pierre Ier conçut une authentique passion pour tout ce qui touchait à l'Europe de l'Ouest, et plus spécifiquement à tout ce qui relevait des domaines militaires, techniques et même juridiques. Sa plus grande découverte n'en demeure pas moins une volonté farouche de donner à une Russie rénovée et occidentalisée, l'élément, à ses yeux, essentiel, pour lui permettre d'accéder au rang des plus grandes puissances : une flotte de guerre lui permettant d'ouvrir son empire sur le monde extérieur et de lui permettre d'y imposer sa volonté politique. C'est, dans cette perspective de création d'une force navale de première force, que se trouve la preuve d'une réelle vision géopolitique du futur tsar réformateur de la Russie.
Mais avant de mettre en œuvre ses projets, il devait reprendre le pouvoir confisqué par la régente Sophie. Il y parvint, en 1689, grâce à ses troupes disciplinées et fidèles, en écrasant l'élément principal de l'armée russe de l’époque : le corps des Streltsy, dont la défaite sanglante marqua le début d'une ère nouvelle en Moscovie. Après avoir écarté Sophie, il accéda au pouvoir suprême d'autocrate de toutes les Russies, en 1696, lors du décès de son demi-frère Ivan V.

### La question ottomane
La première menace extérieure à laquelle dut faire face le nouveau tsar fut les menées spoliatrices des peuples Tatars de Crimée, lesquels, encouragés en sous-main par le pouvoir ottoman de Constantinople, effectuaient presque chaque année, au moment des récoltes, de véritables opérations de razzia sur les colonies de peuplement russes d'Ukraine du Sud. Une première expédition menée par voie de terre contre la forteresse d'Azov échoua; mais une seconde, menée en 1696, à l'aide d'une forte flottille fluviale construite spécialement dans ce but, lui permit d'enfin prendre le port d'Azov. Cette première victoire augurait de possibles succès plus importants.
C'est, en effet, l'une des grandes constantes de la pensée géostratégique russe, que d'avoir toujours tendu à s'ouvrir une porte maritime sur la Méditerranée. Et cette idée, permanente à l'esprit des principaux tsars qui se succéderont, puis du régime soviétique qui, après 1917, les remplacera, sera source de la plupart des conflits qui opposeront les Russes aux Occidentaux et aux Turcs, au cours des XVIIIe et XIXe siècles.

### La grandeguerre du Nord

#### Première période: les succès suédois
À l'automne 1699, trois états, dont la Russie de Pierre le Grand, la Pologne de l'électeur de Bavière Auguste II et le Danemark de Frédéric IV, formèrent une coalition secrète en vue de mettre un terme à la suprématie suédoise, et de son jeune roi Charles XII, sur la région baltique. La guerre éclata l'année suivante, en 1700, et en quelques mois les Suédois écrasèrent les Danois, lors d'une expédition débarquée au nord de Copenhague le 4 août; et, dès le 18 du même mois, le Danemark, vaincu, en moins de trois semaines, se retirait du conflit.
Le roi de Suède, alors âgé de 17 ans et demi, se retourna aussitôt contre les Russes, dont une armée de 40 000 hommes assiégeait la ville, alors sous domination suédoise, de Narva, dans l'actuelle Estonie. Au cours d'une attaque lancée en pleine tempête de neige les forces russes furent mises en déroute et Pierre le Grand y perdit, non seulement la bataille, mais aussi 10 000 soldats tués.
Après cette deuxième grande victoire, Charles XII se retourna contre les troupes saxonnes et polonaises qu'il écrasa lors des batailles de Klissow (1701), Pultusk (1703) et de Thorn (avril-septembre 1703). Après avoir passé les 4 années suivantes à défaire toutes les forces ennemies qui lui furent opposées, dont un corps expéditionnaire russe envoyé en Pologne et qu'il mit en déroute en 1706, il força, le 24 septembre 1706, à Altranstädt, Auguste II à renoncer à toute prétention sur le trône de Pologne.

#### Seconde période: la victoire finale russe
C'est alors que Charles XII commit la grande erreur de son règne, comme devaient d'ailleurs la commettre d'autres futurs conquérants, Napoléon et Hitler. Il se méprit sur l'état réel d'une soi-disant faiblesse endémique des armées russes, qu'il avait déjà par deux fois vaincu, et décida d'envahir l'empire russe pour en finir une bonne fois pour toutes. Il n'avait simplement pas pris en compte le fait que durant les sept années qu'il avait passé à combattre en Pologne, Pierre le Grand avait profité de ce répit inespéré pour moderniser et mettre enfin sur pied une vraie force militaire.
Le jour du Nouvel An 1708 il franchit la Vistule à la tête de la plus grande armée qu'aient jamais possédé un roi scandinave, à savoir 44 000 hommes, dont 20 000 fantassins et 24 000 cavaliers, et prit la direction de Moscou. Mais il lui fallut attendre plus de six mois avant que les Russes tentent une action militaire pour arrêter son avance; ce premier coup d'arrêt eut lieu à Holowiczin, à l'ouest du Dniepr, le 4 juillet, et devait être la dernière victoire jamais remportée par les Suédois sur les Russes; mais déjà victoire sans lendemain, puisque bientôt à court d'approvisionnement, il dut se diriger vers le sud, et plus particulièrement vers l'Ukraine, où l'hetman cosaque Ivan Mazepa, lui avait promis de le rejoindre à la tête de plusieurs dizaines de milliers de Zaporogues.
Au fur et à mesure qu'elle s'avançait plus profondément en terre slave, l'armée suédoise souffrait et s'affaiblissait dramatiquement car elle devait faire face à l'une des armes stratégiques appliquées systématiquement par les pouvoirs russes : la politique de la terre brûlée. Une immense colonne de secours dirigée par le général Adam Lewenhaupt et composée de milliers de chariots protégés par 11 000 Suédois avait quitté Riga mais dut faire face à une série d'embuscades montées par les troupes russes, qui de septembre à octobre 1708, finirent par détruire les approvisionnements destinés à Charles XII, et, au prix de 10 000 des leurs, ne permettre qu'à 5 000 survivants de rejoindre les restes de la principale armée suédoise en Ukraine.
Le dernier acte devait avoir lieu autour de la ville de Poltava, devant laquelle Charles XII, rejoint par Ivan Mazepa, accompagné de moins de 2 000 Cosaques, avait mis le siège en mai 1709. Une armée de secours russe, dirigée par Pierre le Grand en personne, l'y rejoignit en juin ; et le 8 juillet, lors de l'ultime offensive suédoise, menée par moins de 20 000 hommes, contre les 60 000 soldats du tsar, celui-ci remporta une victoire définitive, tuant ou capturant près de 18 000 adversaires. Seul Charles XII put s'enfuir avec moins de 1 500 compagnons d'arme. Par ce succès sur l'un des meilleurs capitaines de son temps et contre une armée à la réputation légendaire, Pierre le Grand faisait entrer la Russie dans le concert des grandes puissances européennes.

## L’ère des "révolutions de palais"

### LaGarde: de nouveauxPrétoriens?
Après avoir tué son fils, le tsarévitch Alexis, dont avaient voulu se servir les ennemis des réformes et de la modernisation à l'occidentale imposée par le tsar, Pierre modifia les règles de sa succession, en établissant que ce serait à lui seul que reviendrait le soin de le choisir. Lors de son propre décès, en 1725, il n'avait pas encore pris de décision, et c'est sa deuxième épouse, Catherine, qui monta sur le trône, sous le nom de Catherine Ire. À sa mort, en 1727, la couronne impériale revint à son petit-fils, Pierre II, qui ne devait régner que trois ans avant de mourir en 1730, et de permettre à la sœur du tsar Ivan V, celui-là même qui avait régné conjointement avec le jeune Pierre le Grand, Anna Ivanovna, de lui succéder.

## Les guerres napoléoniennes

### la Première Guerre patriotique de1812
C'est la résistance que Alexandre Ier de Russie mena contre les Français et Napoléon Ier que l'on nomme aussi Campagne de Russie (1812) et qui voit la Sixième Coalition contre la Grande Armée qui comptait l'union de l'Empire français, du duché de Varsovie et de l'empire d'Autriche, du royaume de Naples et du royaume d'Italie avec le royaume de Bavière, le royaume de Saxe, la Prusse et le royaume de Westphalie ainsi que la Confédération suisse. Les troupes russes poursuivent les Français dans leur retraite de Russie puis obtiennent le soutien de la Prusse et d'autres États allemands dans la campagne de Prusse et de Pologne (1812-1813), bientôt rejoints par l'Autriche et la Suède. Elles poursuivent leur avance dans la campagne d'Allemagne (1813) et celle de France jusqu'à la prise de Paris et l'abdication de Napoléon.

### Larévolte des Décembristes
Le décabrisme est une tentative de coup d'État organisée à Saint-Pétersbourg le 14 décembre 1825 pour obtenir du futur tsar une constitution et de moderniser le régime.
 Les troupes russes du tsar Alexandre Ier, suivant les troupes françaises séjournent un moment sur les territoires qui ont vu les changements produits par la Révolution française et les gouvernemants imposés par Napoléon.
De retour en leur pays, beaucoup de jeunes gens souhaitent introduire des réformes et avec l'arrivée au pouvoir de Nicolas Ier, le 14 décembre 1825 le prince Serge Troubetzkoï réunit à 11 heures du matin trois régiments de mutins soit trois mille hommes sur la place du Sénat de Saint-Pétersbourg.
Le mouvement échoue et environ 3 000 personnes civiles et militaires furent arrêtées, cinq des révolutionnaires furent exécutés par pendaison, tandis que 121 décabristes furent condamnés aux travaux forcés, d'autres à l'exil, au bagne, à la déportation à vie pour certains en Sibérie et les soldats ayant participé à l'insurrection furent mutés dans des unités disciplinaires.
Ils restèrent un exemple pour les russes et les revendications futures.

## Laguerre de Crimée
Elle oppose l'Empire russe à une coalition comprenant l’Empire ottoman, le Royaume-Uni, la France du Second Empire et le royaume de Sardaigne. Ce conflit se déroule du 4 octobre 1853 au 30 mars 1856 sur la presqu'île de Crimée. La cause est religieuse, la Russie veut protéger les communautés chrétiennes orthodoxes de l'Empire ottoman en occupant la Moldavie et la Valachie. Les empires français et britannique déclarent donc la guerre mais avec comme arrière-pensée de contrer la volonté d'expansion russe. Le théâtre des opérations est au début sur le sol des principautés de Moldavie et Valachie mais s'étend à la mer Baltique et même à l'océan Pacifique ; les combats les plus durs se déroulent en Crimée avec la volonté de bloquer le port de Sébastopol, un très important point d'appui de la Russie. Les grands moments sont : 
- la bataille de l'Alma
- le siège de Sébastopol,
- la bataille de Malakoff.

La guerre se termine avec le Congrès de Paris (1856) (en) qui scelle la victoire contre la Russie mais a aussi mis en évidence les techniques de la guerre moderne ainsi que le sort des troupes (Anglais mal ravitaillés, l'importance des maladies comme le choléra ou la dysenterie).

## Laguerre russo-turque de 1877-1878
C'est un conflit qui oppose la Russie impériale et l'Empire ottoman du 24 avril 1877- 3 mars 1878.
Lors de la conférence de Constantinople, à laquelle participent la Russie impériale, l'Autriche-Hongrie et le Royaume-Uni ; les deux premières puissances exigent l'autonomie des territoires chrétiens qui sont sous domination turque. Le 24 avril 1877, la Russie d'Alexandre II déclare la guerre à la Turquie.
Le 3 mars 1878, les belligérants signent le traité de San Stefano-Hagios Stéphanos qui a pour conséquence de faire perdre la Serbie et le Monténégro, la Macédoine, la Roumanie qui reçoit ce qu'elle réclamait à l'Empire ottoman: le nord de la Dobroudja avec le Delta du Danube, la Bulgarie; Batoum, Kars, Ardahan et Bajazet dans le Caucase. Mais les puissances européennes n'ont pas oublié de demander leur part :
- Chypre est cédée à l'Empire britannique;
- la Grande-Bretagne devient la protectrice officielle des juifs de l'Empire ottoman;
- la France devient la protectrice officielle des chrétiens maronites et catholiques de l'Empire ottoman; elle peut également occuper la Tunisie;
- l'Italie devient la protectrice officielle des chrétiens et des juifs de Tunisie et de Tripolitaine.

L'idée du pan-slavisme a pris corps.

## Guerre russo-japonaise
La guerre russo-japonaise s'est déroulée du 8 février 1904 au 5 septembre 1905 et elle a opposé l'Empire russe à l'empire du Japon.
Elle trouve son origine dans l'opposition directe entre deux impérialismes pour le contrôle de la Corée qui a des richesses minières, d'agriculture mais aussi une position stratégique d'accès à l'océan Pacifique, pour la Russie, et à la Chine pour le Japon. Il y eut des opérations combinées terrestres et maritimes de grande ampleur avec des mouvements stratégique qui inclurent le Transsibérien et l'escadre russe de la Baltique qui venait soutenir et remplacer les forces sur place.
C'est le premier signe de faiblesse de la Russie et une marque importante de prise de confiance du Japon ; elle s'est finie par le Traité de Portsmouth et a encore des répercussions aujourd'hui avec la revendication des îles Kouriles et de Sakhaline.